# Temple de Koe-Thaung
Le temple de Koe-Thaung est le plus grand de la ville de Mrauk U, dans l'État d'Arakan, à l'ouest de la Birmanie. Son nom signifie Sanctuaire des 90 000 statues de Bouddha, faisant référence au nombre de représentations du Bouddha qui s'y trouvent.
Édifié entre 1554 et 1556 par le roi Min Dikkha (fils de Min Bin qui a construit le Temple de Shitthaung, le temple des 80 000 statues de Buddha), ce sanctuaire est localisé dans une plaine, à environ 3 km à l'est de l'ancien Palais Royal de Mrauk U. Il mesure 76 m sur 70 m et est fabriqué avec des blocs de grès et en briques acheminés par le fleuve Kaladan depuis la cote.

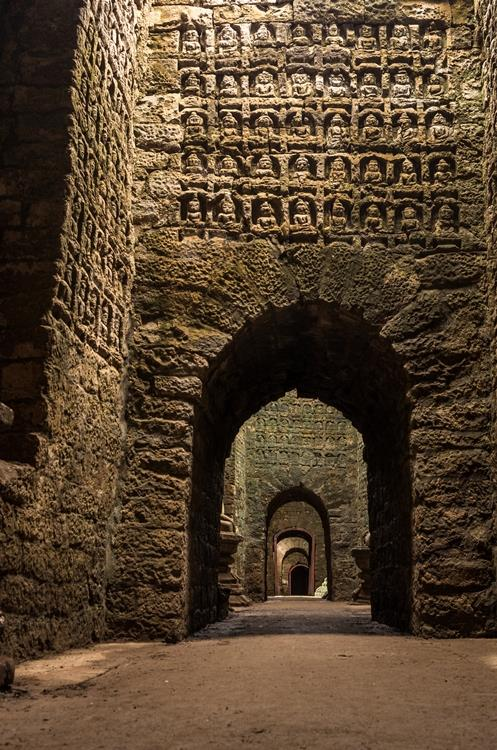
Couloir du temple de Koe-Thaung.

Comme la plupart des temples de Mrauk U, Koe-Thaung et sa statue principale sont orientés à l'est. L'édifice, de base carrée, est composé de 5 terrasses de pierres décorées avec une centaine de petites stupas (à l'origine 108). Un long couloir voûté fait le tour de temple, autour de la chambre centrale. Alors que quelques passages sont toujours intacts, la voûte des autres sections est effondrée. À certains endroits, un toit en tôle a été fabriqué pour protéger le couloir de la pluie. Les corridors sont ornés de milliers d'images du Bouddhas, sculptées en bas-relief sur les murs. À intervalles réguliers, des statues du Bouddhas reposent sur des socles dans la position du Bhûmisparsha-Mudrā, prenant la terre à témoin face au Māra (personnification du mal).
La tradition veut que pour vénérer Bouddha, les fidèles fassent trois tours de la statue centrale en la gardant toujours à leur droite (car la main gauche est impure), en tournant dans le sens des aiguilles d'une montre. Pour effectuer cette circumambulation au temple de Koe-Thaung, les croyants utiliseront successivement le premier couloir voûté, puis le deuxième, plus haut, à l'air libre, et enfin ils feront le tour de la statue elle-même, au centre de la plus haute plate-forme.
Après avoir été abandonné pendant des siècles, des travaux d'excavation ont débuté en 1997, permettant de faire ressortir de terre le temple. Puis il a été partiellement restauré. Pendant la phase d'excavation, plusieurs objets ont été retrouvés, comme des lampes à huile en terre-cuite, qui servaient à illuminer l’intérieur sombre du temple. Un grand nombre de bronzes et une superbe sculpture d'un Bouddha assis provenant du Sri Lanka montrent qu'il existait un lien entre le Royaume d'Arakan et de la communauté bouddhiste du Sri Lanka au XVIe siècle.
D'après la légende, le temple de Koe-Thaung a été frappé par la foudre et largement détruit parce que son constructeur, le roi Min Dikkha, voulait surpasser son père en construisant un temple avec 90 000 représentations du Bouddha, soit 10 000 de plus que dans le temple fabriqué par son père. Les archéologues, quant-à eux, pensent plutôt que c'est à cause d'une qualité de construction inférieure aux autres temples de Mrauk U que ce sanctuaire était très abîmé lors de sa redécouverte. Il contient en effet moins de blocs de grès que les autres, et davantage de briques.